# Jovan Skerlić
Jovan Skerlić (Beograd, 8. kolovoza 1877. – Beograd, 3. svibnja 1914.), bio je srpski književni povjesničar i kritičar.

## Životopis
Gimnaziju i Veliku školu završio je u Beogradu (1899.), a studirao je u Lausannei, Parizu i Münchenu. Godine 1905. izabran je za izvanrednog profesora srpske književnosti na Beogradskom univerzitetu. Od 1905. do 1914. urednik je Srpskog književnog glasnika, a od 1912. do smrti narodni poslanik. Skerlić je, svojim književnim i javnim radom u 20. stoljeću, znatno utjecao na razvoj srpskog književno-kulturnog i nacionalno-političkog života.

## Književni rad
Skerlić je kao književni povjesničar znatno pridonio u izučavanju srpske književnosti 18. i 19. stoljeća. Kao književni kritičar on je pristaša ruske realističke kritike 19. stoljeća i francuske pozitivističko-sociološke škole, zahtijevajući od književnosti da utilitaristički služi osnovnim demokratsko-progresivnim idealima društva i čovječanstva. Zato je osobitu važnost i polagao idejnom sadržaju, a ne umjetničkoj obradi književnog djela i zato će mu "proza biti milija od stiha, sadržaj od oblika, etička emocija od estetičke" (Antun Gustav Matoš). 

## Politički rad
Svoj politički rad Skerlić je otpočeo kao socijalist. Oduševljavajući se Svetozarom Markovićem i Vasom Pelagićem, još je kao mlad student pristupio socijalističkom pokretu, razvijajući znatnu aktivnost u Srpskoj socijal-demokratskoj stranci od njezina osnutka do 1905., kada je na 3. kongresu bio isključen iz stranke zajedno s tzv. grupom sindikalista, koja se nije slagala sa stranačkom politikom prema buržoaskoj oporbi i prema sindikatima. Nakon toga je, izjavivši da će cijeloga života ostati socijalistom, postao vođa lijevog republikanskog krila Samostalne radikalne stranke. U desetljeću prije Prvog svjetskog rata on je, uz Franu Supila i Vasu Stajića jedan od glavnih ideologa Jugoslavenske nacionalne omladine i odlučni pobornik srpsko-hrvatske književnosti i narodnog jedinstva, zalažući se da i Srbi prihvate latinicu i ocjenjujući pozitivno i s najviše razumijevanja na srpskoj strani Antu Starčevića i politiku Stranke prava.

## Djela
Nepotpun popis:
- Pogled na današnju francusku književnost, 1902.
- Uništenje estetike i demokratizacija umetnosti, 1903.
- Jakov Ignjatović: književna studija, 1904.
- Omladina i njena književnost, 1906.
- Vojislav J. Ilić: književna studija, 1907.
- Pisci i knjige, 1-9, 1907. – 1926.
- Francuski romantičari i srpska narodna poezija, 1908.
- Istorijski pregled srpske štampe, 1791-1911, 1911.
- Istorija nove srpske književnosti, 1912.
- Današnji srpsko-hrvatski nacionalizam, 1913.
- Eseji o srpsko-hrvatskom pitanju, prir. Vladimir Ćorović, 1918.
- Svetozar Marković, njegov život, rad i ideje, 1922.
- Srpska književnost u 17 veku, 1923.
- Srpska književnost u 18 veku, 1923.